# Гоздава (герб)
Гозда́ва (также Гоздавита, Гоздова, Гоздовита, Гоздово, Гоздзе, Гздов, Лилиум; пол. Gozdawa, Gozdawita, Gozdowa, Gozdowita, Gozdowo, Gozdzie, Gzdow, Lilium) — польский дворянский герб.

## Описание герба
В поле червлёном две лилии серебряные, связанные между собою золотым кольцом так, что одна из этих лилий обращена цветком вверх, а другая вниз. В нашлемнике семь павлиньих перьев, на которых изображены такие же две лилии.

## История герба
Это знамя в 1090 г. было пожаловано королём Владиславом Германом одному благородному воину Кристину из Гоздавы за храбрость на поле боя. Лилия символизировала благородное шляхетское сословие, а павлиньи перья в нашлемнике — мудрость. Очень вероятно, что некоторые роды — носители этого герба могли прибыть в Польшу из Венгрии в XIV веке, так как в то время там правила анжуйская династия с аналогичным гербом. Пшемыслав Домбковский предполагает, что это могли быть немцы, прибывшие из Венгрии. Если это так, то они, вероятно, пришли из области к северо-востоку от города Бартфельда, где в то время проживало очень много немцев. Этим гербом также печатался происходящий из Саксонии (Нойзальца) великий магистр Герман фон Зальца.

## Причисленные к гербу фамилии
К гербу Гоздава историк Тадеуш Гайль причисляет 512 фамилий:
Апанович, Арвасевич, Азаревич, Баль, Бальцевич, Балевич, Барановский, Бартошевский, Батранец, Батрань, Бончальский, Бончковский, Бонковский, Беецкий, Бегем, Бем, Бенескул, Бенешкул, Берецкий, Берковский, Бенковский, Белявский, Бяловейский, Бяловесский, Бедржицкий, Бедржинский, Белявский, Белецкий, Белицкий, Бирецкий, Бирлецкий, Бивиль, Бочковский, Бочиковский, Богданович, Богуславский, Богушевич, Богушко, Бонер, Бородницкий, Боровский, Босевич, Боушевич, Бреннер, Брольницкий, Броницкий, Брусовский, Бруссовский, Брушовский, Бржежика, Бржозовский, Букс, Бычерский, Быстрейский, Быстрыйовский, Цеконский, Хлебовский, Хмелевский, Холоевский, Холойовский, Храповицкий, Хростковский, Хрощевский, Хрущевский, Хумецкий, Хумницкий, Циалович, Циаловский, Циановский, Цешковский, Цесля, Чеканский, Чеконский, Черневич, Чеужик, Далеховский, Данченко, Дандельский, Деденский, Дедкович, Дедухович, Дедынский, Декшлевич, Дешкленевич, Дешклевич, Деткович, Дейдынский, Дидковский, Добраковский, Добржименцкий, Дошкленевич, Довкша, Драбов, Драдз, Драг, Драгов, Дрвенский, Дрызна, Дубик, Дудзинский, Дуплицкий, Дыдынский, Дыдзинский, Дымша, Дысель, Дышель, Дышкевич, Дышлевич, Дышлевский, Дзярский, Дзедзевич, Дзершницкий, Дзерсницкий, Дзевенцкий, Фабианковский, Фабианский, Федерович, Федорович, Гадачевский, Гарболецкий, Гарболевский, Газдзинский, Гонсовский, Гдаржицкий, Гдешенский, Гдешинский, Гентыл, Гертель, Гидлевич, Гецевич, Гечевич, Геравский, Гетовть, Гетовт, Гинтвилло, Гинтылл, Гинтылло, Гижицкие, Гижинский, Глязовский, Глебовский, Глищинский, Глазовский, Глажевский, Глажовский, Гловинский, Глозовский, Годачевский, Годейко, Годлевский, Годлоевский, Голембевский, Голембиовский, Голумбовский, Гомбрович, Горчичевский, Горецкий, Гостковский, Гозд, Гоздецкий, Гоздович, Гоздовский, Граевский, Грот, Гуржелёвский, Гаинский, Ганцевич, Ганчевич, Ганский, Геймзот, Гопп, Гоппа, Горностай, Горностайский, Гуглик, Гуменцкий, Гуменский, Гуминский, Гумницкий, Гунятыцкий, Ивашкевич, Ижицкий, Яцкевич, Яцкевский, Яцковский, Ялошинский, Яновский, Яржомбкевич, Яржомбковский, Яржембовский, Яржембский, Ясенский, Ясинский, Належинский, Яворницкий, Яворовский, Йене, Йонеман, Юхневич, Юрашкевич, Юргиовский, Юриовский, Кацкий, Калинский, Кандзержевич, Карио, Карпович, Касперович, Кавецкий, Кавенцкий, Кай, Кицкий, Килярович, Клеменсовский, Климунтовский, Клюковский, Корманицкий, Корыцинский, Костро, Ковальский, Кой, Козакевич, Козаковский, Краковинский, Кробовский, Крупа, Крживчинский, Крживинский, Кунка, Купщ, Лебовский, Леонович, Леванович, Левонецкий, Левоневский, Левонович, Липинский, Лисевич, Любасчинский, Любощинский, Люценский, Люцинский, Лючинский, Лабайский, Ленкшицкий, Лукошевич, Лукович, Маловейский, Маловесский, Марон, Марун,Належинский, Мазапет, Мяноцкий, Мяновский, Мясковский, Мицут, Мицута, Меликовский, Межницкий, Микош, Микоша, Микшевич, Микулич, Милатынский, Мильконт, Милконт, Минейко, Миркулевич, Мочульский, Мухарский, Мускат, Муската, Нацевич, Нахтраб, Нахтраба, Начевич, Нагора, Нагура, Нарбут, Нарбутт, Нарвойш, Нарвош, Настальский, Нецецкий, Недома, Немера, Немерка, Немержа, Немира, Немирович, Немирыц, Немирыч, Немиржиц, Нездзенский, Нездзинский, Неждзинский, Норвилло, Норвило, Обрембский, Ольбрыхт, Олеарский, Олесницкий, Ольрых, Олдаковский, Опанович, Остроленцкий, Осуховский, Озумесский, Ожоговский, Пац, Пацевич, Пачевич, Пачевский, Пачусский, Памповский, Панковский, Павловский, Паздзернович, Паздзерня, Пемповский, Пепловский, Петушинский, Пясецкий, Печихойский, Печихуйский, Печихвосткий, Першхала, Пиотровский, Писарский, Плавский, Плаза, Поцевич, Подбипента, Подгайский, Подлипский, Погоржельский, Поликевич, Поликович, Помарнацкий, Помарняцкий, Помарницкий, Поповский, Потушинский, Пробошевский, Прогульбицкий, Прошинский, Пржедборский, Пржедневский, Пржеминский, Прженевский, Пржесминский, Прженсницкий, Пржибышевский, Пржишихоцкий, Пржишиховский, Пуниковский, Рацибор, Рациборский, Рачко, Рачковский, Рамш, Рамша, Раут, Реевский, Реклевский, Ренит, Рент, Реут, Реутт, Римша, Рох, Ромша, Росс, Россович, Роза, Рожаловский, Руж, Ружа, Рубажевич, Рубинковский, Рудавский, Рудошанский, Русенский, Русинский, Рутковский, Рыхлинский, Рымович, Рымш, Рымша, Рымшевич, Сапега, Сасин, Сецимский, Севрук, Сокол, Соколович, Соколовский, Сокул, Солецкий, Солонский, Солоувский, Соловский, Сосновский, Спегайло, Спигайло, Стан, Станевич, Станинский, Станковский, Стано, Становский, Ставицкий, Стависский, Стемпский, Стребейко, Стрыжовский, Стржемесский, Стржешковский, Стржижевский, Стржижовский, Стырпейко, Сухшевский, Судрасский, Судравский, Судровский, Сулимовский, Сулоцкий, Сушицкий, Сутоцкий, Сузин, Свиртун, Шевердзиц, Шоломицкий, Шимановский, Шистовский, Телешницкий, Телесницкий, Тележинский, Томиковский, Товтович, Трыпольский, Тризны, Тржцинский, Тржемесский, Тулунтович, Турчинович, Турчинский, Турковецкий, Турковский, Тышецкий, Тышковский, Тышинский, Углик, Уменцкий, Уссаковский, Вахановский, Вагановский, Вакулевич, Вертель, Веровский, Венцкевич, Венцкович, Вилямович, Вилейко, Вилевский, Вишеватый, Вишневский, Витульский, Витусский, Внитов, Войкуновский, Волчинский, Волк, Войхун, Войзгялло, Выржиковский, Забоклицкий, Заченский, Задченский, Закржевский, Заторский, Заволай, Здзарский, Здзярский, Зебович, Зембовский, Зембровский, Зержницкий, Зябко, Зиоловский, Злотовский, Змилевский, Знехович, Зузин, Зволянский, Зыдзкий.

### Варианты герба
- с пятью страусовыми перьями в нашлемнике
- одна лилия, направленная цветком вверх, и в нашлемнике три страусовых пера (вариант Хлусовичей)
- в нашлемнике полумесяц рогами вверх вместо сдвоенной лилии (вариант Пацев)
- Белдовский[пол.]
- Хлусович Барон
- Дидковский Барон

### Гербы населённых пунктов
Ивацевичи, Балигруд, Микстат, Дыдня, Пильзно, Гоздово, Домбрувно, Кампинос